# Montagnia
Montagnia, rod crvenih algi iz porodice Batrachospermaceae, dio reda Batrachospermales. Postoje dvije priznate vrste a tipična je slatkovodna alga M. macrospora.
Rod je opisan 2019. izdvajanjem dviju vrsta iz roda Batrachospermum. 

## Vrste
1. Montagnia australis (Collins) Necchi & M.L.Vis
2. Montagnia macrospora (Montagne) Necchi, M.L.Vis & A.S.Garcia

## Vajske poveznice
|  | Zajednički poslužitelj ima još gradiva o temi Montagnia |
|  | Wikivrste imaju podatke o taksonu Montagnia             |